# Islah (album)
Albums de Kevin Gates
Murder For Hire
(2015) Murder For Hire 2
(2016)
Singles
1. Kno One
Sortie : 9 juillet 2015
2. The Truth
Sortie : 2 septembre 2015
3. La Familia
Sortie : 3 septembre 2015
4. Really Really
Sortie : 5 octobre 2015
5. 2 Phones
Sortie : 5 novembre 2015
6. Pride
Sortie : 10 février 2016

Islah est le premier album studio du rappeur américain Kevin Gates, sorti le 29 janvier 2016. L'album porte le prénom de sa fille.
L'album s'est classé à la seconde place du Billboard 200 et du Top R&B/Hip-Hop Albums derrière le nouvel album de Rihanna "Anti", ainsi qu'à la première place du Top Rap Albums avec 112 000 exemplaires vendus lors de sa première semaine d'exploitation.

## Liste des titres
| No  | Titre                                   | Auteur                                         | Producteur(s)                    | Durée |
| --- | --------------------------------------- | ---------------------------------------------- | -------------------------------- | ----- |
| 1.  | Not the Only One                        | K. Gilyard, K. Price, J. Branicki              | Go Grizzly, Dreamlife Beats      | 4:41  |
| 2.  | Really Really                           | K. Gilyard, A. Goose, W. Lobban-Bean, J. Troth | Goose, Cook Classics, Troth      | 3:52  |
| 3.  | 2 Phones                                | K. Gilyard, B. Hazzard, R. Whiterspoon Jr.     | Mad Max                          | 4:00  |
| 4.  | Pride                                   | K. Gilyard, P. Carmelo                         | Carmelo                          | 4:05  |
| 5.  | La Familia                              | K. Gilyard                                     | Mxllzy                           | 3:50  |
| 6.  | Time For That                           | K. Gilyard, S. Thornton                        | Swiff D                          | 3:28  |
| 7.  | Thought I Heard (Bread Winners’ Anthem) | K. Gilyard, N. Payne                           | DJ Chose                         | 3:24  |
| 8.  | Hard For                                | K. Gilyard, E. Hood, E. Goudy III              | Earl & E                         | 4:07  |
| 9.  | Ask For More                            | K. Gilyard, M. Chandler                        | Smeez                            | 3:27  |
| 10. | One Thing                               | K. Gilyard, D. Doman                           | David D.A. Doman                 | 3:19  |
| 11. | The Truth                               | K. Gilyard                                     | Rvssian                          | 3:30  |
| 12. | Kno One                                 | K. Gilyard, M. Bonds, I. Udemba                | IKENNA FuNkEn, The Featherstones | 3:30  |
| 13. | Told Me                                 | K. Gilyard                                     | Mxllzy                           | 3:04  |
| 14. | Ain't Too Hard                          | K. Gilyard, E. Hood, E. Goudy III              | Earl & E                         | 3:25  |
| 15. | I Love It                               | K. Gilyard, M. Hernandez, R. Duran             | The MeKanics                     | 3:31  |

| 16. | Jam (featuring Trey Songz, Ty Dolla Sign & Jamie Foxx) | K. Gilyard, T. Neverson, T. Griffin, E. Bishop, M. Chandler | Smeez | 3:34 |
| 17. | Excuse Me                                              | K. Gilyard, M. Chandler                                     | Smeez | 4:37 |